# Andreas Nischwitz
Andreas Nischwitz (1º aprile 1957) è un ex pattinatore artistico su ghiaccio tedesco, specializzato nel pattinaggio artistico su ghiaccio a coppie.

## Palmarès

### Coppie con Susanne Scheibe
| Internazionali                       | Internazionali | Internazionali |
| Evento                               | 1976–77        | 1977–78        |
| ------------------------------------ | -------------- | -------------- |
| Campionati mondiali                  | 8°             | 8°             |
| Campionati europei                   | 8°             | 8°             |
| Nebelhorn Trophy                     | 1°             | 3°             |
| St. Gervais International            | 1°             | 3°             |
| National                             |                |                |
| Campionati della Germania dell'Ovest | 1°             | 1°             |

### Coppie conChristina Riegel
| Internazionali                       | Internazionali | Internazionali | Internazionali |
| Evento                               | 1978-79        | 1979-80        | 1980-81        |
| ------------------------------------ | -------------- | -------------- | -------------- |
| Giochi olimpici invernali            |                | 8°             |                |
| Campionati mondiali                  | 8°             | 5°             | 3°             |
| Campionati europei                   | 8°             | 6°             | 2°             |
| Nazionali                            |                |                |                |
| Campionati della Germania dell'Ovest | 1°             | 1°             | 1°             |